# 任豪
任豪（英語：P.O.I，1995年7月17日—），成都人，中國男歌手、演员及舞者，所屬經紀公司白色系文化。前為男子音樂組合R1SE成員與ZERO-G成員。2014年，成為白色系文化旗下練習生。2015年，以ZERO-G組合一期成員身份亮相並出道。2016年1月4日，随ZERO-G組合推出首張團體專輯《Zero Gravity》；同年，出演个人首部電影《王者遊戲·覺醒》。他於2019年4月6日參加騰訊視頻男團選拔節目《創造營2019》，並於6月8日最終取得第九名，成為期間限定團體R1SE成員。於2021年6月14日成立「任豪飛天事務所」正式往SOLO發展。

## 經歷

### 演艺经历
2014年，任豪通过选拔成为白色系文化的旗下练习生。2015年12月24日，以ZERO-G一期成员身份正式亮相，并加入嘻哈战队。
2016年1月4日，其所在组合ZERO-G推出首张团体EP《ZeroGravity》，共收录包括《孤单告急》、《不说放弃好吗》等在内的4首歌曲；同年1月12日，与ZERO-G其余成员共同出席在北京水立方举办的“放肆一下·移动视频风云盛典”，并宣布正式出道中国內地娛樂圈；4月14日，随ZERO-G组合以特邀嘉宾身份出席“上海时装周”；3月，与山下智久、黄景瑜接受休闲时尚杂志《米娜》的专访；6月，参与录制腾讯视频综艺节目《小鲜肉拿走不谢》，并献唱薛之谦的代表作《演员》；7月10日，随ZERO-G参加音乐打榜类节目《AiBB亚洲偶像榜》，凭借歌曲《ZeroGravity》获得第四期冠军；9月，随ZERO-G参加湖南卫视《中秋之夜》，与大张伟、尉劼、蒙恩等合唱儿歌《葫芦娃》；9月23日，随ZERO-G推出第二张团体EP《一击即中》，共收录包括《幻觉》、《夏日无限》等在内的4首歌曲；10月26日，随ZERO-G在上海浅水湾文化艺术中心举办首场团体演唱会；12月，随ZERO-G发表团体单曲《天天念念》；之后，他还与吉古、少廷、尉劼合作出演网络电影《王者游戏·觉醒》，这是他出道以来的首部电影作品。
2017年中旬，随ZERO-G领衔主演音乐剧《龙》。
2018年下半年，参加东方卫视歌舞竞演节目《中国梦之声·下一站传奇》。
2019年，任豪参加腾讯视频偶像男团竞演养成节目《创造营2019》，并在总决赛中获得第9名，以R1SE组合成员身份出道。

## 音樂作品

### 影視、個人單曲
| 發佈日期      | 曲目                | 影視名稱              | 演唱成員           |
| 2021年6月15日 | 好好愛這個世界      | 公益活動主題曲        | 任豪               |
| 2021年7月17日 | Come and be my love | 個人單曲              | 任豪               |
| 2021年7月31日 | 多少夜晚            | 公益合唱單曲          | 任豪、大牛、ZERO-G |
| 2021年10月8日 | 第二次相遇          | 國子監來了個女弟子OST | 任豪               |
| 2023年5月28日 | 够不够              | 妻子的新世界OST       | 任豪               |

### Zero-G時期
| 年份       | 專輯名称     |
| 2016-01-04 | Zero Gravity |
| 2016-09-23 | 一击即中     |
| 2017-03-14 | 告白         |
| 2017-06-05 | ZERO-G 2.0   |

## 影視作品

### 電視劇/網絡劇
| 年份 | 電視劇名稱                   | 角色   |
| 2021 | 千古玦塵（網絡劇）           | 梧夕   |
| 2021 | 國子監來了個女弟子（網絡劇） | 卓文遠 |
| 2023 | 妻子的新世界（網絡劇）       | 林耀   |
| 2023 | 照亮你                       | 陸方奇 |
| 2023 | 兰闺喜事（網絡劇）           | 路不平 |
| 2025 | 相思令（網絡劇）             | 邵祈民 |
| 2025 | 只此江湖梦（網絡劇）         | 林少辭 |
| 2025 | 明媒善娶（網絡劇）           | 陸池   |
| 待播 | 芬芳喜事                     | 经坎   |
| 待播 | 上元锦秀（網絡劇）           | 吴用   |
| 待播 | 不遇云裳不遇你（網絡劇）     | 毛不遇 |
| 待播 | 逐玉（網絡劇）               | 李怀安 |
| 待播 | 进击的叶辰（網絡短劇）       | 叶辰   |

### 電影
| 年份   | 電影名稱       | 角色 |
| 2017年 | 王者游戏·觉醒  |      |
| 2024年 | 陌路狂刀       | 太子 |
| 待上映 | 我会一直陪着你 |      |

### 微電影
| 年份       | 電影名稱 | 角色 | 備註             |
| 2020-10-01 | 高考2020 | 王粲 | 湖南衛視中秋之夜 |

## 演唱會及見面會

### 演唱會
| 年份 | 日期 | 主題 | 城市 | 場館 | 表演曲目 |
|      |      |      |      |      |          |

### 見面會
| 年份 | 日期 | 城市 | 備註 |
|      |      |      |      |

## 綜藝節目

### 常駐綜藝
| 播出時間                       | 播出平台 | 節目名稱        | 備註     |
| 2023年11月16日                 | 芒果TV   | 來者何人        |          |
| 2024年10月12日－2024年11月29日 | 浙江卫视 | 《向山海出发2》 | 常驻嘉宾 |

## 獎項與榮譽
| 年份   | 頒獎典禮         | 獎項               |
| 2023年 | 騰訊視頻星光大賞 | 年度突破電視劇演員 |
| 2023年 | 第九屆文榮獎     | 十佳青年演員       |

## 社会活动
2021年7月21日，中國河南發生天災，大水衝擊城市與人們的居住地，任豪即刻向紅十字會捐款，協助災民脫困與重建，更被當地自願者發現，任豪本人輾轉20個小時從溫州前往鄭州，到災區作為志願者協助補給品的搬運，被當地報導稱呼為外地小伙。
2021年6月14日，任豪協同愛佑慈善基金會，發起“益起好好愛世界”公益活動，並演唱主題曲《好好愛這個世界》，關懷病症兒童，並親身前往寶貝之家協助志工們完善家園與寶貝們互動，呼籲大家傳遞溫暖給每個孩童。
2020年9月9日，随R1SE作为“公益召集人”参加了“99公益日”活动，实地体验公益项目、探访受助对象，并拍摄了纪录短片
2019年9月，随R1SE作为“公益召集人”参加了“99公益日”活动，实地体验公益项目、探访受助对象，并拍摄了纪录短片
2016年6月5日，随ZERO-G参加“899·我的后备箱——亲子公益集市”活动，将ZERO-G主题T恤、项链以及成员拍立得进行公益拍卖；同月，他们还参加由免费午餐、微公益联合举办的“爱心一碗饭”公益直播活动；7月20日，与ZERO-G成员共同参加“手拉手巴楚青少年上海文化之旅”公益活动。

## 争议事件
2021年4月14日，任豪就日本福島核廢水排放发表言论，以地球村保护海洋资源为出发点，中国可以帮助日本在福岛核电站建“更大的罩子”，封闭该地区，抵制废水排放。此言论引发争议，网民多持批评态度，直指任豪“道德绑架中国”。4月15日，任豪再次发文并道歉，称自己此前发言不当。